# Segundo Convenio de Ginebra

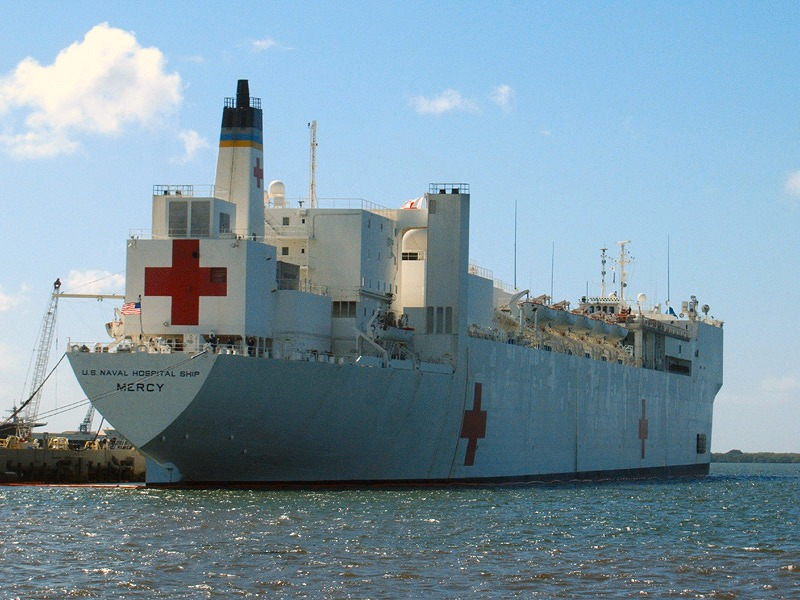
Buque hospital USNS Mercy (T-AH-19) de la Armada de los Estados Unidos

El Segundo Convenio de Ginebra, para el "Mejoramiento de la Condición de los Heridos, Enfermos y Náufragos de las Fuerzas Armadas en el Mar", es uno de los cuatro tratados de los Convenios de Ginebra. Fue adoptada por primera vez en 1906, después de la Guerra ruso-japonesa, pero se actualizó de manera significativa en 1929 y nuevamente en 1949. Adapta las protecciones principales del Primer Convenio de Ginebra para combates en el mar.

## Resumen de las disposiciones
El tratado es un extenso documento que consta de 63 artículos. Las disposiciones más importantes del tratado son:
- Artículos 12 y 18; Requiere a todas las partes para proteger y cuidar a los enfermos, heridos y a los náufragos.
- Artículo 21; Permite los llamados que se le hicieron a los buques neutrales para ayudar a recoger y cuidar a los enfermos ,heridos y los náufragos. Los buques neutrales no pueden ser capturados.
- Artículos 36 y 37; proteger al personal religioso y médico en un buque de combate.
- Artículo 22; Establece que los barcos hospital no pueden ser utilizados para fines militares, y debido a su misión humanitaria, no pueden ser atacados ni apresados.
- Artículo 14; Clarifica que a pesar de que un buque de guerra no puede capturar el personal médico de un buque hospital, puede albergar a prisioneros heridos, enfermos y náufragos, de la guerra.

Para un debate detallado de cada artículo del tratado, ver el texto original y el comentario. Actualmente hay 194 países que son parte en los Convenios de Ginebra de 1949, incluido este segundo tratado, además de los otros tres.